# Den fredliga draken
Den fredliga draken (engelska: The Reluctant Dragon) är en delvis animerad långfilm från 1941, producerad av Walt Disney och delvis baserad på en berättelse av Kenneth Grahame.

## Handling
Robert Benchley har en idé om att göra berättelsen The Reluctant Dragon till film, och efter att ha gått igenom Disneys studio i Burbank och hälsat på de anställda och sett deras arbete kommer han slutligen till Walt Disney själv, som presenterar sin senaste film, nämligen The Reluctant Dragon.

## Om filmen
Filmen hade amerikansk premiär den 20 juni 1941, och svensk premiär den 1 mars 1943. 1946 återsläpptes avsnittet The Reluctant Dragon/Den fredliga draken, nu som (en alltigenom animerad) kortfilm.